# 器楽的幻覚
『器楽的幻覚』（きがくてきげんかく）は、梶井基次郎の短編小説。名ピアニストの奏でる演奏曲の音と、鍵盤を弾く演奏者の動作との遊離の幻覚体験を綴った作品。聴覚と視覚の分離の錯覚により孤高の幻想状態に導かれ、人間存在の不条理性に思い至る過程が魅惑的な趣で精緻に描かれている。執筆の約2年前に連日聴きに行ったアンリ・ジル＝マルシェックス（Henri Gil-Marchex）の来日ピアノ演奏会の体験を題材にした短編で、執筆当時に伊豆湯ヶ島で見た浄瑠璃義太夫の会での体感が創作契機となっている作品である。

## 発表経過
1928年（昭和3年）5月1日発行の同人詩誌『近代風景』（北原白秋・萩原朔太郎主宰）に掲載され、同年12月5日発行の季刊同人誌『詩と詩論』第二冊に再掲載された。その後、基次郎の死の前年の1931年（昭和6年）5月15日に武蔵野書院より刊行の作品集『檸檬』に収録された。同書には他に17編の短編が収録されている。
翻訳版は、Stephen Dodd訳による英語（英題：Instrumental Illusions）、Christine Kodama訳によるフランス語（仏題：Hallucinations instrumentales）で出版されている。

## あらすじ
ある秋「私」は、フランスから来日したピアニストの6回にわたる連続の演奏会を聴きに行った。会場はホテルのホールの静かなこぢんまりした雰囲気で、「私」は回を重ねるごとに教室に通うような親しみで、その好ましい形式の音楽会を楽しみに通った。
その連続演奏会も終盤近いあるアーベントで、「私」はいつにない落ちついた頭の澄明さで第1部の長いソナタに集中した。その深い高揚感の幸福で、今晩不眠の夜の苦痛が待っていることを予感するも、「私」はソナタの感情の世界に没入し、大きな感動を味わった。
休憩時間、離れた席の友人と沈黙のまま屋外に出た「私」は、今しがたの強い感動の余韻が、ある種の「無感動」に似ていることをしみじみと感じ、誰かが先ほどのモチーフの旋律を口笛で繰り返す軽はずみな音に、鋭い嫌悪を覚えるほどだった。
会場に戻り、次の部の演奏が始まろうとする時、「私」は自分の頭がなにか凍ったような、変な重苦しさを感じた。やがて次々に演奏されるフランスの現代作品を聴いているうちに、鍵盤を連弾する演奏者の巧みな指の動きと、鳴り響く音楽とが遊離しているように「私」には見えてくる。
そして不意に知覚が音楽から離れ、「私」の意識は会場全体の空気に移行することが顕著になってきた。聴衆のどよめきや拍手の音の喧噪と、曲目が再び開始され演奏の微妙な一音も聴き漏らすまいと息を殺す人々の静寂との落差の推移までもが、「私」には長い音楽のように写りはじめる。
その感覚は、幼い頃に人々の喧噪の中で自分の両耳に指で栓をし、開けたり閉じたり「グヮウッーグヮウッ」と音を断続させ、周囲の喧噪と違う1人だけの世界の中で周りの人の顔も喧噪も全てが無意味なものに見えてくる孤独の感じに似ていた。
ピアニストの右手がピアニッシモの高いピッチを細かく弾く時の、そこに集中する聴衆の石化した完全な窒息は、たとえ演奏者の白い手がそこで殺人を演じても誰一人として叫ばないように「私」には見え、「私」の目にも耳にもまだ明瞭に残る寸前の拍手やどよめきに沸き立つ音が、まるで夢であったかのように感じられた。
「私」の感覚には、それがとても不思議なものに思え、言いようのないはかなさで、その音楽会と音楽会を包んでいる都会、そして世界の涯もない孤独を想った。「私」にはもう全てが無意味だった。最後の拍手が終わり、人々が帰り仕度を始める音楽会の終了を、「私」は病気のような寂寥感で出口に向かって移動した。
出口近くで「私」の前に、音楽好きで有名なある侯爵の威厳のある背広姿の肩が現れ、その服地の匂いが「私」の寂寥をさらに打った瞬間、侯爵の姿は萎縮しその場に仆れた。「私」は自分の意志からでない同様の犯行を何人もの心に加えてしまうことに言いがたい憂鬱を感じ、玄関ホールで待つ友人の元へ急いだ。
その夜は、いつもは足をのばす銀座には立ち寄らず、「私」は1人歩いて家に帰った。予感していた不眠症に「私」は幾晩も苦しめられることになった。

## 登場人物
私
音楽好き。愛煙家。梶井基次郎本人。
友人
「私」と一緒に連夜の音楽会に通うが、「私」とは離れた席にいる。「私」とお互いに暗黙の了解で、休憩時間には演奏の批評などせずに黙りあって煙草をふかす。基次郎の友人・小山田嘉一がモデル。
侯爵
音楽好きで名高い。太い首の威厳に充ちた背広姿。帰りの会場出口近くで「私」の前で急に萎縮して仆れる。モデルは徳川頼貞。

## 作品背景
※梶井基次郎の作品や随筆・書簡内からの文章の引用は〈　〉にしています（論者や評者の論文からの引用部との区別のため）。

### アンリ・ジル＝マルシェックスの来日演奏会
『器楽的幻覚』の執筆から遡ること約2年前の1925年（大正14年）10月から11月にかけ、梶井基次郎は帝国ホテルの演芸場で開かれたアンリ・ジル＝マルシェックス（Henri Gil-Marchex）のピアノ演奏会に通った。その東京での公演日程は、10月10日、11日、17日、25日、26日、11月1日の6日間で、基次郎はなけなしの金をはたいて、6回分通しの切符を買っていた。
貧乏で下宿代も払うのもやっとだった東京帝国大学生の基次郎は大いに迷ったあげく、〈悲壮な気持で〉当時としては大金の10円を出すことを一大決心し、切符を買う時の真剣な顔つきを同行した友達に後日からかわれてしまい、〈小便をしたかつたからだらう〉とごまかしたほどだった。その演奏会の通しの切符（会員券）には、40円、19円、10円の3種類と、ボックス席300円（5人詰）もあった
その前月9月に、同人誌『青空』10月・通巻8号に載せる「路上」を苦闘の末に書き上げ一息ついていた音楽好きの基次郎にとり、未知の若いフランス人ピアニストの来日演奏会はとても魅力的で、めったに聴けない新しい生演奏を味わえる冒険のチャンスでもあった。基次郎は3回目の演奏会を聴き終えた時、その新しい曲の演奏に深く魅せられた。
当時若手のジル＝マルシェックスは、パリのコンセルヴァトワールを首席で卒業した後にルルーやコルトーに師事したピアニストで、文化交換使節として来日し、『朝日新聞』でも来訪が報じられた。公演は東京の6夜の演奏会を皮切りに、仙台、横浜、神戸、大阪、京都でも公演が行われた。この公演の実現の背景には、パリ国際大学都市日本館建設が行なわれていたことや、ヨーロッパの社交界で有名な薩摩治郎八の尽力があった。
プログラムの中身は、クープランやラモーなどのバロック音楽から当時の同時代の現代音楽（近代音楽）まで回毎に違う曲目が組まれ、数多くの日本で初演の曲目のほかにも、世界初演の1曲も演奏された。この来日演奏会は、「音楽の殿様」と称された徳川頼貞侯爵や、基次郎と同じく学生の身分であった河上徹太郎、中島健蔵、大岡昇平、河盛好蔵、中野好夫、野村光一なども堪能した。
基次郎と一緒に行った友人は、第三高等学校時代以来の友人・小山田嘉一で（基次郎の「檸檬」をいち早く認めた人物）、基次郎と同じ音楽通であった。小山田は作曲趣味もあり、のちに三高野球部の「勝利の歌」を作曲した人物である
なお、その翌月12月23日に基次郎は滋賀県大津の公会堂で『青空』文芸講演会のために「過古」を朗読し、余興で歌も歌唱した後、翌24日の夜、外村茂、淀野隆三、清水芳夫、楢本盟夫、浅見篤（浅見淵の弟）と一緒に、京都の岡崎公会堂で行われたジル＝マルシェックスの告別演奏会（来日公演の千秋楽）も聴きに行った。非常に寒い晩でジル＝マルシェックスの鼻は赤くなっていた。
ジル＝マルシェックスの演奏会の1回目と2回目では、基次郎は日頃から親しんでいたベートーヴェンのソナタ（2回目は第23番『熱情（アパショナータ）』を演奏）には大いに感動するが、その他の〈仏蘭西現代のものにはちつとも感じが起らぬ〉という印象で心細い気がしていた。
しかし3回目ではその美しさに気づかされ、ベートーヴェンのソナタ第17番『テンペスト』、クープランの『子守唄、またはゆりかごの愛』、シューマンの〈美しい小さい詩の組合せのやうな〉『子供の情景』、ショパンの『12の練習曲』などを経て、ドビュッシーの『版画』（「塔（パゴダ）」「グラナダの夕べ」「雨の庭」）を聴いた。
ドビュッシーの次にラヴェルの『夜のガスパール』（「水の精」「絞首台」「スカルボ」）を聴いた基次郎は、馴れるごとに、フランス近代音楽に新しい美しさを感得していき、残りの回の演奏会に期待を寄せた。
ドイツの影響が濃かった日本のクラシック音楽界にとって、ジル＝マルシェックスのピアノ演奏会は新しいフランス風のエスプリを日本に吹き込み、ドビュッシーの演目などを浸透させるきっかけとなった。

### 義太夫の会
『器楽的幻覚』執筆の約1か月前の1927年（昭和2年）11月10日、伊豆湯ヶ島に滞在中であった梶井基次郎は、木炭問屋の資産家・杉山（雑貨商でもある）の屋敷で行われた浄瑠璃義太夫の会を観に行った。
その義太夫の会は、基次郎が宿泊していた「湯川屋」の主人や、按摩の宗さん（視覚障害者）、飲み屋「林川」の女将、宿（郵便局あたりの地名）の菓子屋「木村屋」の主人、自転車屋の足立多一（道楽者）が集結し、彼らの師匠で大阪からやって来た浄瑠璃語りの〈顔色の悪い〉老婆（芸名・竹本東福）を囲んで、1人ずつ義太夫を披露するものであった。
湯ヶ島での生活では、好きな音楽に触れる機会もない基次郎は、その素人の集会に興味を持ってお供し、それぞれ得意の喉を一節うなる村人の義太夫を楽しんだ。
そして基次郎は、別格の上手さを持つ先生格の老婆・竹本東福の義太夫に非常に感心して、その喉や三味線に聴き入った。
ここで基次郎は、〈器楽的幻想〉という言葉を使い、演奏者の動作と、奏でる音との遊離現象を語っているが、ここで感じた体感が翌月執筆の『器楽的幻覚』の創作契機となった。またこの義太夫の会の感興から、大阪生まれながらも文楽をまだ見ていなかったことを残念がり、リードの練習や歌曲愛好の思いも想起している。
『器楽的幻覚』の原稿は、翌12月中旬に出来上がったが、同時に仕上げた『筧の話』も幻覚を扱った作品で、水の音と視覚との間に生じる神秘をテーマに描いている。この『筧の話』の構想は、『蒼穹』や『闇の絵巻』と共に創作ノート「闇への書」に記されているが、『器楽的幻覚』にはそういった草稿がないため、「義太夫の会」での体験から2年前のジル＝マルシェックスの演奏会が思い出され、同様の幻覚・幻視のテーマ作品が同時に出来上がったものと見られている。
『器楽的幻覚』と『筧の話』の2編は、12月20日頃に萩原朔太郎と尾崎士郎宛てに送付された。これは、萩原と北原白秋主宰の同人詩誌『近代風景』で発表されることを基次郎が望んだためで（三好達治も寄稿していた）、それ以前に基次郎は東京の尾崎宛てに、その詩誌に紹介の労をとってもらいたい旨の手紙を書いていたとみられている。

### 幻視・錯覚
梶井基次郎の作品には、幻視や幻覚を扱ったものが散見されるが、この『器楽的幻覚』執筆前後には、『筧の話』のテーマである〈小さな水のせゝらぎの音〉から導かれる幻視や錯覚、〈眼を裏切る音〉が神秘な感情を持って聴こえる主題などが草稿に綴られている。また『闇の絵巻』の中でも触れられている夜路の天城越えを決行するなど、強い不安を感じていた精神状態の時期でもあった（詳細は闇の絵巻#天城越えを参照）。
この同じ11月には、前項で述べた「義太夫の会」の体験をしているが、同時期には、山裾を歩く自分自身を「落合楼」（最初に1泊だけした宿）の上の高台から幻視している〈抒情詩なるもの〉を綴っている。
「義太夫の会」の翌月の12月25日には、湯ヶ島一帯を巡回している大神楽（三島から来訪）が世古の滝と西平にもやって来て、鉦、太鼓、笛、三味線が鳴り響く中、太陽光にきらきら光る剣を振って踊る獅子舞を見物している。基次郎は、仮面が生きて動いているような錯覚を感じ入り、強く惹かれた。
こういった本来見えないものを視る基次郎の認識や、俯瞰的な視点、聴覚と視覚から導かれる錯覚や幻視から言葉を紡いでゆき、作品の形成となった。

### 基次郎と音楽
梶井基次郎が音楽を好きになったのは、子供の頃から母・ヒサが笙篳篥やオルガンを弾き歌って聞かせていたこともあるが、本格的に洋楽に目覚めたきっかけは、三重県立第四中学校（現・三重県立宇治山田高等学校）時代に楽譜の読み方を習ったことが基礎にあった。第三高等学校理科甲類に進んでからも、蓄音機を持っている友人の下宿でクラシックレコードをかけ、楽譜を片手に太いバスの声でオペラを歌う趣味を持っていた。基次郎はオルガンも弾くことができた。
1曲につき約10銭で買えた輸入楽譜を購入して曲を研究し、ブラームス、フーゴー・ヴォルフ、リムスキー・コルサコフ、ベートーヴェン、バッハやヘンデルなどの譜面を持っていた。蓄音機や楽器が欲しくても買えなかった基次郎は、楽譜を見ながら交響曲も口笛で歌えるようになっていた。
基次郎は、当時稀であった外国人の演奏家の来日公演にもよく足を運んだ。1919年（大正8年）10月のロシア大歌劇団の来日公演では券を買う金がなく、寮で『カルメン』や『ファウスト』を歌ってやり過ごしたが、1921年（大正10年）3月に来日したエルマンの京都岡崎の公会堂でのヴァイオリン演奏会は、2円の切符代をなんとか工面して行き、公演終了後にエルマンに握手をしてもらい感涙したりした。
その後も1922年（大正11年）秋に来日したゴドフスキーのピアノ演奏会や、1923年（大正12年）春のクーロン指揮の上野音楽学校（現・東京芸術大学）のベートーヴェンの『第九』の初演、ジンバリストの演奏会、5月の日露交響楽団など、ほとんど全部聴きに行った。
そんな基次郎は1921年（大正10年）には、自分が〈音楽の天才〉ではないことをすでに自覚しており、〈これから音楽の研究なんぞ始めるのは自分にとつては凡人的の趣味を養ふに過ぎない〉として、非凡人になるためには〈贅沢の沙汰〉であり、〈町人根性〉である趣味というものを馬鹿げたものと自戒していたが、それでも音楽の趣味だけは捨てることはできずに、研究も止めることはできなかった。

## 作品評価・研究
※梶井基次郎の作品や随筆・書簡内からの文章の引用は〈　〉にしています（論者や評者の論文からの引用部との区別のため）。
『器楽的幻覚』は、『愛撫』『闇の絵巻』『交尾』に移行する以前の、〈絶望への情熱〉を主題としている『蒼穹』や『冬の蠅』と同種の心理的状況下で書かれた作品であるが、主要な代表作に比べると作品論は少ない傾向にある。しかしながら、魅惑的な短編として評価されている。また、梶井文学では〈視る〉ことで、対象との一体化、自己喪失の状態を示しているが、それが唐突に破られて我に返ってしまう孤独の瞬間があり、『器楽的幻覚』も、『路上』『筧の話』などと同様にそれを描いている作品である。
小林秀雄は、「『筧の話』や『器楽的幻覚』は、極めて精緻な抽象的解析を語つて、色彩や音響そのものゝ実質感に充ちてゐる」と高評している。今日出海は、基次郎の「微妙なそして鋭敏な知覚作用の底に、いたましい魂の歌声を聴く」として、「『器楽的幻覚』は苦しい『交尾』への旋律へと昇つて行つた」と位置づけている。
高橋英夫は、清岡卓行の随想『手の変幻』で語られる芸術観を鑑みて、芸術の表現は、「発する存在と受け取る存在の間に張り渡された糸みたいなもの」だとし、音楽の場合、「発信者」（作曲家）と聴者の間に「媒介者」（演奏家）がいることが「本質的な緊張関係」を形成していると説明しつつ、しかしながら、聴者が「発信者」（作曲家）と「媒介者」（演奏家）の2者と相対しながら、「緊張の糸」を保つことも可能とし、その時に聴者に起る幻覚・幻惑は、聴者が「緊張の糸」を通じて2者を吸収してしまった必然の結果だとして、それは「最大の幻想者としての聞き手（聴衆）の成立」だと解説している。
そして高橋は、そうした幻覚が描かれている『器楽的幻覚』で基次郎が異常知覚した遊離の感覚について、「奏者の意志からも、音楽（作曲者の意志）からも何かが遊離していった」ものとし、その「孤独感」を「聞くことの極限だ」と評して、その音楽体験が、近現代音楽の新しさに対するインパクトからではなく、基次郎が音楽体験の変容の本質性を言葉として描いたことの重要さや新しさを指摘している。
山田桃子は、『器楽的幻覚』における近現代フランス音楽の音楽体験が、その当時のラジオ放送開始や映画、交通網の発展などの「メディア・テクノロジーの浸透と知覚の変容の過程」でもあった急速な東京の都市化（関東大震災を契機とした大規模改造）と関連させ、「知覚の変容という同時代の問題系を共有する聴取像」として分析し、この作品が音楽領域だけではない「同時代の問題系へと接続している」と考察している。
山田は先ず、基次郎が「義太夫の会」の体感を〈器楽的幻想〉と称していたにもかかわらず、〈幻想〉というロマン主義的な言葉を避けて〈幻覚〉に変えていることに着目し、その語彙変化を「音楽体験における、音楽を知覚する身体という領域の前景化と明白に関わっている」とし、これと異なるベートーヴェンのピアノソナタ『熱情（アパショナータ）』の音楽体験との対照・対立関係を意図して両体験が語られていると考察している。
そして、フランス近現代音楽の「非連続性」と対応する「新たな主体性の再領域」が示唆されている音楽体験では、「主体性の解体が擬似的な全体性の仮構とともに新たな再編成へと向かう変容の場を未だ可視化している」と山田は論考し、内田百閒の『旅順入城式』（1925年）との共通性を鑑みつつ、共に1920年代後半の時代変化の「問題系を浮上させ照射」している作品だとし、さらに基次郎の『橡の花』の「知覚の変容」も同時に鑑みている。
柏倉康夫は、演奏会の休憩時間に誰かが吹いた口笛に嫌悪を覚える挿話を入れていることを、「劇作家としての手腕」として、それが次の展開への巧い導入になっていると評している。また、聴衆から孤立していく自分の感覚を説明する場面で、子供の頃に誰もがやった覚えのある両耳を塞いだり開けたりして、周囲の喧噪や親からの説教音を聞いてみる悪戯を比喩に使う巧さを指摘しつつ、その状況の意味を、「子ども心には判然としなくても、人間の無意味さ、その本来的な孤独に触れている」とし、「人間存在のこの不条理性」を基次郎が『器楽的幻覚』で描こうとしていると解説している。
柏倉は、最後に〈私〉が出口に向かう時、眼前の侯爵の背広の〈威厳に充ちた姿〉が〈仆れて〉しまうのは、日常では権威の象徴である人物も、「非日常的な眼を獲得した〈私〉」にとっては、その威厳の意味も失われてしまうことだと解説し、「表面下の本来の孤独を暴かれた突端」に〈たちまち萎縮してあへなくその場に仆れて〉しまうという鮮烈なイメージに、〈服地の匂ひ〉という嗅覚で、「人間本来の孤独」を感得していることが基次郎らしいとしている。そして、「一度真実を知った〈私〉」が意志とは無関係に〈同様の犯行を何人もの心に加へ〉て、「多勢の人をその場に打ち倒してしまう」様相を帯びたクライマックスを説明し、そこには、2度目の冬も湯ヶ島で迎えざるを得なかった基次郎の孤独感が反映されているとしている。

## おもな収録刊行本

### 単行本
- 『檸檬』（武蔵野書院、1931年5月15日） 
  - 題字：梶井基次郎。四六判。厚紙装。機械函。総271頁
  - 収録作品：「檸檬」「城のある町にて」「泥濘」「路上」「過去」「雪後」「ある心の風景」「Kの昇天―或はKの溺死」「冬の日」「櫻の樹の下には」「器楽的幻覚」「筧の話」「蒼穹」「冬の蠅」「ある崖上の感情」「愛撫」「闇の絵巻」「交尾」
- 『檸檬 梶井基次郎創作集』（武蔵野書院・稲光堂書店、1933年12月1日） 
  - 四六判。ボール紙函。総271頁
  - 収録作品：「檸檬」「城のある町にて」「泥濘」「路上」「過去」「雪後」「ある心の風景」「Kの昇天」「冬の日」「櫻の樹の下には」「器楽的幻覚」「筧の話」「蒼穹」「冬の蝿」「ある崖上の感情」「愛撫」「闇の絵巻」「交尾」
- 『城のある町にて』〈創元選書33〉（創元社、1939年11月29日） 
  - 編集・あとがき：三好達治。四六判。薄紙装。紙カバー。総304頁
  - 収録作品：「檸檬」「城のある町にて」「泥濘」「路上」「過去」「雪後」「ある心の風景」「Kの昇天」「冬の日」「櫻の樹の下には」「器楽的幻覚」「蒼穹」「筧の話」「冬の蝿」「ある崖上の感情」「愛撫」「闇の絵巻」「交尾」「のんきな患者」
- 『檸檬』（十字屋書店、1940年12月20日）
  - 四六判。厚紙装。紙カバー。総271頁
  - 収録作品：「檸檬」「城のある町にて」「泥濘」「路上」「過去」「雪後」「ある心の風景」「Kの昇天」「冬の日」「櫻の樹の下には」「器楽的幻覚」「筧の話」「蒼穹」「冬の蝿」「ある崖上の感情」「愛撫」「闇の絵巻」「交尾」
- 『梶井基次郎集』（新潮文庫、1950年11月25日。改版1967年12月10日、2003年10月30日）ISBN 978-4101096018
  - カバー装幀：船坂芳助。A6判。仮製本。紙カバー
  - 解説：淀野隆三
  - 収録作品：「檸檬」「城のある町にて」「泥濘」「路上」「橡の花」「過古」「雪後」「ある心の風景」「Kの昇天」「冬の日」「桜の樹の下には」「器楽的幻覚」「蒼穹」「筧の話」「冬の蝿」「ある崖上の感情」「愛撫」「闇の絵巻」「交尾」「のんきな患者」
  - ※1967年12月の改版より『檸檬』と改題。
- 『檸檬・冬の日 他九篇』（岩波文庫、1954年4月25日。改版1985年6月）ISBN 978-4003108710
  - 装幀：精興社。A6判。仮製本。紙カバー
  - 解説：佐々木基一。淀野隆三「本書の校訂について」。略年譜。
  - 収録作品：「檸檬」「城のある町にて」「ある心の風景」「冬の日」「筧の話」「冬の蝿」「闇の絵巻」「交尾」「のんきな患者」「瀬山の話」「温泉」
- 『檸檬・ある心の風景 他二十篇』（旺文社文庫、1972年12月10日） ISBN 978-4010611241
  - 挿絵：石岡瑛子。A6判。仮製本。カバー
  - 解説：石川弘。付録：坂上弘「季節感について」。平林英子「思い出は遙かに」
  - 収録作品：「檸檬」「城のある町にて」「泥濘」「路上」「過古」「雪後」「ある心の風景」「Kの昇天」「冬の日」「蒼穹」「筧の話」「冬の蝿」「ある崖上の感情」「櫻の樹の下には」「愛撫」「闇の絵巻」「交尾」「のんきな患者」「闇の書」「海」「温泉」
- 復刻版『檸檬』（日本近代文学館、1974年9月20日）
  - ※ 精選名著複刻全集シリーズ。収録作品は初版と同じ。
- 『ザ・基次郎――梶井基次郎全作品全一冊』（第三書館、1985年10月15日） ISBN 978-4807485109
  - 菊判。仮装本
  - 収録作品：
    - 〔小説〕：「檸檬」「城のある町にて」「泥濘」「路上」「橡の花」「過古」「雪後」「ある心の風景」「Kの昇天」「冬の日」「桜の樹の下には」「器楽的幻覚」「蒼穹」「筧の話」「冬の蝿」「ある崖上の感情」「愛撫」「闇の絵巻」「交尾」「のんきな患者」
    - 〔遺稿・習作〕：「母親」「奎吉」「矛盾の樣な真実」「『檸檬』を挿話とする断片」「夕凪橋の狸」「太郎と街」「瀬山の話」「犬を売る露店」「雪の日」「家」「栗鼠は籠にはいつてゐる」「闇への書」「闇の書」「雲」「奇妙な手品師」「猫」「琴を持つた乞食と舞踏人形」「海」「籔熊亭」「温泉」「貧しい生活より」「不幸」「卑怯者」「大蒜」「鼠」「カッフェー・ラーヴェン」「瀬戸内海の夜」「汽車」「凧」「河岸」「攀じ登る男」「薬」「交尾」「詩」「彷徨」「帰宅前後」「小さき良心」「裸像を盗む男」
    - 〔批評・感想〕：「青空同人印象記」「川端康成第四短篇集「心中」を主題とせるヴァリエイション」「六号記」「『新潮』十月新人号小説評」「『青空語』への感想」「『亞』の回想」「『戦旗』『文藝戦線』七月号創作評」「『青空』のことなど」「詩集『戦争』」「『親近』と『拒絶』」
    - 〔日記、書簡〕：日記、書簡
- 英文版『The youth of things : life and death in the age of Kajii Motojirō』（University of Hawaii Pres、2014年2月） ISBN 978-0824838409
  - 翻訳：Stephen Dodd
  - 収録作品：檸檬（Lemon）、泥濘（Mire）、路上（On the Road）、過古（The past）、雪後（After the Snow）、ある心の風景（Landscapes of the Heart）、Kの昇天（The Ascension of K, or K's Drowning）、冬の日（Winter Days）、櫻の樹の下には（Under the Cherry Trees）、器楽的幻覚（Instrumental Illusions）、筧の話（The Story of the Bamboo Pipe）、蒼穹（Blue Sky）、冬の蝿（Winter Flies）、ある崖上の感情（Certain Feelings on a Cliff Top）、愛撫（Caress）、闇の絵巻（Scroll of Darkness）、交尾（Mating）、のんきな患者（The Carefree Patient）

### 全集
- 『梶井基次郎全集上巻』（六蜂書房、1934年3月24日） - 限定500部
  - 装幀：清水蓼作。染色者：梅原勝次郎。菊判変型厚・紙装。紙函。口絵写真：梶井基次郎（大正13年3月）、梶井基次郎筆蹟「温泉」原稿
  - 付録：淀野隆三・中谷孝雄「編集者の詞」
  - 収録作品：「母親」「奎吉」「矛盾の樣な真実」「『檸檬』を挿話とする断片」「夕凪橋の狸」「太郎と街」「瀬山の話」「犬を売る露店」「檸檬」「城のある町にて」「泥濘」「路上」「雪の日」「橡の花」「家」「過去」「雪後」「ある心の風景」「Kの昇天―或はKの溺死」「冬の日」「栗鼠は籠にはいつてゐる」「櫻の樹の下には」「器楽的幻覚」「闇への書」「蒼穹」「筧の話」「雲」「冬の蝿」「奇妙な手品師」「ある崖上の感情」「猫」「愛撫」「闇の絵巻」「琴を持つた乞食と舞踏人形」「海」「交尾」「籔熊亭」「のんきな患者」「温泉」
- 『梶井基次郎全集全1巻』（ちくま文庫、1986年8月26日）ISBN 978-4480020727
  - 装幀：安野光雅。A6判。仮製本。紙カバー
  - 解説：高橋英夫「存在の一元性を凝視する」。宇野千代「あの梶井基次郎の笑ひ声」
  - 収録作品：「檸檬」「城のある町にて」「泥濘」「路上」「椽の花」「過古」「雪後」「ある心の風景」「Kの昇天」「冬の日」「蒼穹」「筧の話」「器楽的幻覚」「冬の蝿」「ある崖上の感情」「桜の樹の下には」「愛撫」「闇の絵巻」「交尾」「のんきな患者」「詩二つ」「小さき良心」「不幸」「卑怯者」「大蒜」「彷徨」「裸像を盗む男」「鼠」「カッフェー・ラーヴェン」「母親」「奎吉」「矛盾の様な真実」「瀬戸内海の夜」「帰宅前後」「太郎と街」「瀬山の話」「夕凪橋の狸」「貧しい生活より」「犬を売る露店」「冬の日」「汽車 その他」「凧」「河岸 一幕」「攀じ登る男 一幕」「栗鼠は篭にはいっている」「闇の書」「夕焼雲」「奇妙な手品師」「猫」「琴を持った乞食と舞踏人形」「海」「薬」「交尾」「雲」「籔熊亭」「温泉」
- 『梶井基次郎 1901-1932』〈ちくま日本文学全集024〉（ちくま文庫、1992年1月20日）  
  - 装幀：安野光雅。A6判。仮製本。紙カバー
  - 解説：群ようこ「五感の刺激」
  - 収録作品：「檸檬」「鼠」「栗鼠は籠にはいっている」「器楽的幻覚」「愛撫」「桜の樹の下には」「闇の絵巻」「交尾」「Kの昇天」「ある崖上の感情」「母親」「奎吉」「大蒜」「夕凪橋の狸」「城のある町にて」「泥濘」「路上」「橡の花」「過古」「雪後」「ある心の風景」「冬の日」「温泉抄」「蒼穹」「筧の話」「冬の蠅」「のんきな患者」「手紙より」
- 『梶井基次郎全集第1巻 作品・草稿』（筑摩書房、1999年11月） ISBN 978-4480704115
  - 装幀：中山銀士。題簽：梶井基次郎。A5変型判。函入
  - 収録作品：
    - 〔小説〕：「檸檬」「城のある町にて」「泥濘」「路上」「過古」「雪後」「ある心の風景」「Kの昇天」「冬の日」「桜の樹の下には」「器楽的幻覚」「筧の話」「蒼穹」「冬の蝿」「ある崖上の感情」「愛撫」「闇の絵巻」「交尾」「のんきな患者」
    - 〔批評・感想〕：「『新潮』十月新人号小説評」「『亞』の回想」「淺見淵君に就いて」「『戦旗』『文藝戦線』七月号創作評」「『青空』のことなど」「詩集『戦争』」「『親近』と『拒絶』」「講演会 其他」「編集後記（大正15年3月号）」「編集後記（大正15年4月号）」「青空同人印象記」「編集後記（大正15年9月号）」「『青空語』に寄せて」「編集後記（昭和2年1月号）」
    - 〔遺稿・習作・感想〕：「奎吉」「矛盾の樣な真実」「太郎と街」「橡の花――或る私信」「川端康成第四短篇集「心中」を主題とせるヴアリエイシヨン」
    - 〔作文、詩歌・戯曲草稿、断片〕：「秋の曙」「秘やかな楽しみ」「秋の日の下」「愛する少女達」「河岸（一幕）」「永劫回歸」「攀じ登る男（一幕）」「凱歌（一幕）」
    - 〔小説草稿、断片群、草稿〕：「小さき良心」「喧嘩」「鼠」「裸像を盗む男」「不幸」「帰宅前後」「卑怯者」「彷徨」「彷徨の一部発展」「大蒜―水滸伝」「母親」「矛盾の様な真実」「奎吉」「カッフェー・ラーヴェン」「瀬戸内海の夜」
- 『梶井基次郎』〈ちくま日本文学028〉（ちくま文庫、2008年11月10日） ISBN 978-4480425287
  - 装幀：安野光雅。A6判。仮製本。紙カバー
  - 解説：群ようこ「五感の刺激」
  - 収録作品：「檸檬」「鼠」「栗鼠は籠にはいっている」「器楽的幻覚」「愛撫」「桜の樹の下には」「闇の絵巻」「交尾」「Kの昇天」「ある崖上の感情」「母親」「奎吉」「大蒜」「夕凪橋の狸」「城のある町にて」「泥濘」「路上」「橡の花」「過古」「雪後」「ある心の風景」「冬の日」「温泉抄」「蒼穹」「筧の話」「冬の蠅」「のんきな患者」「手紙より」
  - ※1992年1月の〈ちくま日本文学全集024〉と同内容。

### アンソロジー
- 『都会の幻想――モダン都市文学4』（平凡社、1990年3月29日）
  - ブックデザイン：矢萩喜従郎。口絵：谷中安規「春夜」。A5判。厚紙装。紙カバー
  - 編集：鈴木貞美、海野弘、川本三郎
  - 付録：鈴木貞美「はじめに」「解題」。水沢勉「口絵解説」
  - 収録作品：村山槐多「悪魔の舌」、谷崎潤一郎「青い花」、稲垣足穂「私とその家」、豊島与志雄「都会の幽気」、川端康成「人間の足音」、林房雄「絵のない絵本」、野溝七生子「往来」、松永延造「ラ氏の笛」、芥川龍之介「歯車」、梶井基次郎「器楽的幻覚」、城昌幸「ジャマイカ氏ノ実験」、牧逸馬「第七の天」、夢野久作「卵」、佐藤春夫「のん・しゃらん記録」、衣巻省三「鉄の箱の中」、井伏鱒二「夜ふけと梅の花」、牧野信一「変装綺譚」、坂口安吾「群衆の人」、田村泰次郎「形態」、萩原朔太郎「猫町」、丸山薫「蝙蝠館」、内田百閒「東京日記」
- 『モダニズム・ミステリ傑作選――三角形の恐怖・鼻に基く殺人・怪夢 他』（河出書房新社、2019年8月）
  - 四六判。カバー絵：古賀春江「窓外の化粧」（1930年作）
  - 編集：長山靖生
  - 収録作品：正岡蓉「ころり来る!」、堀辰雄「手のつけられない子供」、富ノ沢麟太郎「奇怪なる実在物(グロテスケン)」、横光利一「マルクスの審判」、萩原朔太郎「ウォーソン夫人の黒猫」、三好達治「鳥語」、三好達治「暗い城のような家」、三好達治「白い橋」、安西冬衛「軍艦茉莉」、安西冬衛「韃靼海峡と蝶」、安西冬衛「迷宮」、梶井基次郎「器楽的幻覚」、海野十三「三角形の恐怖」、小酒井不木「鼻に基く殺人」、尾崎士郎「幻想の拷問室」、甲賀三郎「発声フィルム」、佐左木俊郎「猟奇の街」、井東憲「魔都の秘密地図」、夢野久作「怪夢」、江戸川乱歩「妖虫」